# راي سيمز
راي سيمز (بالإنجليزية: Ray Sims)‏ هو موسيقي أمريكي، ولد في 18 يناير 1921 في ويتشيتا في الولايات المتحدة، وتوفي في 2000.

## وصلات خارجية
- راي سيمز على موقع ميوزك برينز (الإنجليزية)
- راي سيمز على موقع ديسكوغز (الإنجليزية)